# Diastema vexans
Diastema vexans är en tvåhjärtbladig växtart som beskrevs av Harold Emery Moore. Diastema vexans ingår i släktet Diastema och familjen Gesneriaceae. Inga underarter finns listade i Catalogue of Life.